# Laniscat
Laniscat (tiếng Breton: Lanniskad) là một xã của tỉnh Côtes-d'Armor, thuộc vùng Bretagne, tây bắc Pháp.

## Dân số
Người dân ở Laniscat được gọi là Laniscatais.